# Castiglione in Teverina
Castiglione in Teverina település Olaszországban, Viterbo megyében. Lakosainak száma 2272 fő (2023. január 1.). Castiglione in Teverina Bagnoregio, Civitella d'Agliano, Lubriano és Orvieto községekkel határos.

## Népesség
A település népessége az elmúlt években az alábbi módon változott:
| Lakosok száma | 2321 | 2321 | 2272 |
|               | 2017 | 2018 | 2023 |